# Alexandre-Emile Béguyer de Chancourtois
Alexandre-Émile Béguyer de Chancourtois (20 de enero de 1820 – 14 de noviembre de 1886) fue un geólogo, y mineralogista francés, fue el primero en arreglar los elementos químicos según su masa atómica, en 1862, poniendo en evidencia una cierta periodicidad entre los elementos de la tabla.
Aunque esta publicación fue significativa, fue rechazada por los químicos al haberla escrito en términos geológicos. Recién con la Tabla de Dimitri Mendeléyev publicada en 1869 se lo reconoce.
Él creó la tabla periódica. En 1862, Chancourtois construyó una hélice de papel, en la que estaban ordenados por pesos atómicos (masa atómica) los elementos conocidos, arrollada sobre un cilindro vertical. Se encontraba que los puntos correspondientes estaban separados unas 16 unidades. Los elementos similares estaban prácticamente sobre la misma generatriz, lo que indicaba una cierta periodicidad, pero su diagrama pareció muy complicado y recibió poca atención.
En 1864, Chancourtois y el químico inglés Newlands, anuncian la Ley de las octavas: las propiedades se repiten cada ocho elementos. Pero esta ley no puede aplicarse a los elementos más allá del Calcio. Esta clasificación es por lo tanto insuficiente, pero la tabla periódica comienza a existir.
De Chancourtois fue también profesor de topografía de minas y más tarde de geología en la Escuela Superior de Minas de París. También fue Inspector de Minas de París, y fue ampliamente responsable de la implementación de muchas normas de seguridad minera y las leyes durante el tiempo.

## Obra
- "Sur la distribution des minéraux de fer," en Comptes rendus de l'Académie des sciences, 51 (1860), 414–417.

- Études stratigraphiques sur le départ de la Haute-Marne. Paris, 1862

- “Vis tellurique.” En: Comptes rendus de l’Académie des sciences 54 (1862): 757–761, 840–843, 967–971

- “Sur la distribution des minéraux de fer.” En: Comptes rendus de l’Académie des sciences 51 (1860): 414–417